# 구제 히로유키

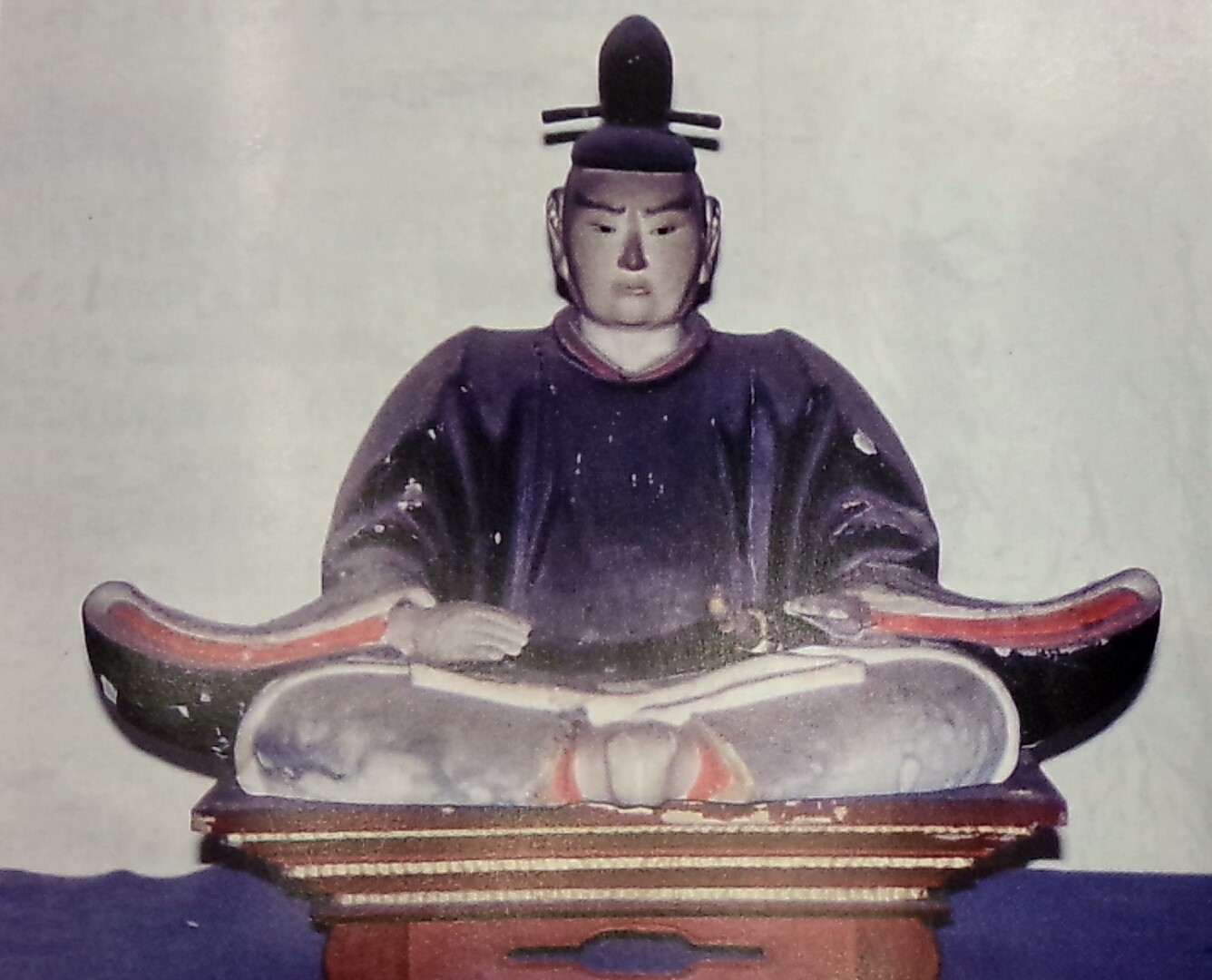
구제 히로유키의 목상(조센지 소장)

구제 히로유키(久世広之)는 에도 시대 전기의 다이묘이다. 에도 막부에선 와카도시요리, 노중을 역임하였다. 시모사 세키야도 번 초대 번주를 지냈다. 세키야도 번 구제가(関宿藩久世家) 시조.
5천석을 보유한 하타모토 구제 히로노부의 삼남으로 태어났다. 부친 사후 상속자였던 형 구제 히로마사에게 시모사 가이조군 5백석을 분지받았다.
|  | 시모사국의 다이묘 (구제가) 1648년 ~ 1669년 | 후임 세키야도로 번청 이전 |

| 전임 이타쿠라 시게쓰네 | 제1대 세키야도 번 번주 (구제가) 1669년 ~ 1679년 | 후임 구제 시게유키 |